# Operacja Hastings
Operacja Hastings – operacja wojskowa przeprowadzona przez US Marine Corps (USMC) podczas wojny wietnamskiej, między 7 lipca a 3 sierpnia 1966 roku. Jej celem było przeprowadzenie rozpoznania w obszarze przygranicznym, na południe od strefy zdemilitaryzowanej, gdzie zaobserwowano nasilającą się obecność wojsk północnowietnamskich.

## Przebieg

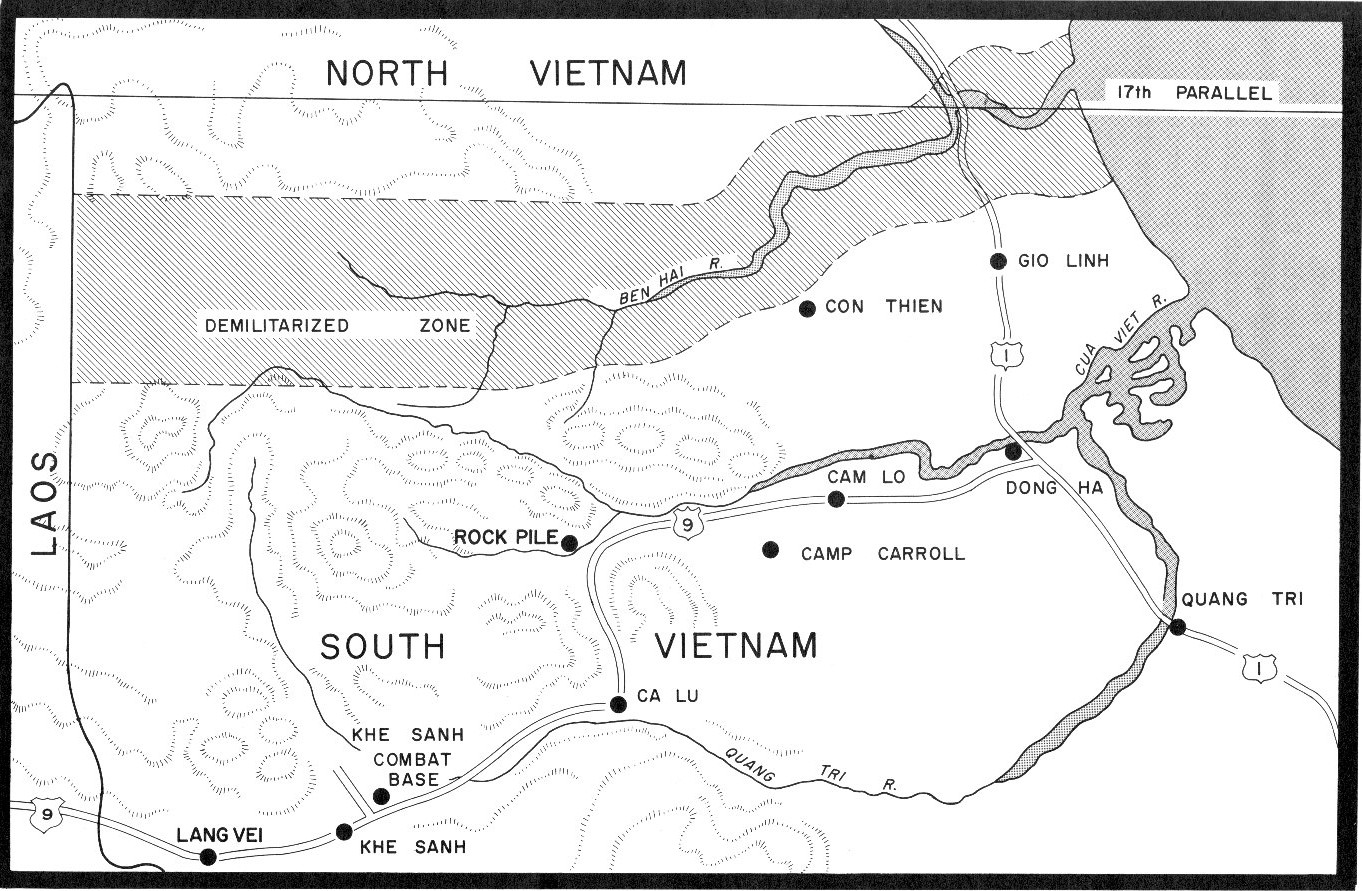
Pogranicze Wietnamu Południowego i Północnego

Oddziały Marines stacjonujące w Wietnamie Południowym rozpoczęły działania zwiadowcze w leżącej przy granicy prowincji Quảng Trị wiosną 1966 roku, uprzednio skupiając się na zwalczaniu aktywności oddziałów Vietcongu. 7 lipca operacji tej nadany został kryptonim „Hastings”. W operacji brało udział około 8000 żołnierzy USMC, wspieranych przez 3000 żołnierzy Armii Republiki Wietnamu.
Wojska amerykańskie napotkały znaczny opór ze strony północnowietnamskiej dywizji 324B, do najintensywniejszych starć doszło między 12 a 25 lipca. Walki toczyły się na obszarze wzdłuż drogi nr 9 i strefy zdemilitaryzowanej. Wsparcie oddziałom Marines zapewniała artyleria polowa oraz bombowce B-52, które po raz pierwszy dokonały ataku w obszarze zdemilitaryzowanym.
„Hastings” była największą do tamtej pory operacją podjętą przez wojska amerykańskie w Wietnamie. Straty USMC wyniosły 126 zabitych i 498 rannych. Według Military Assistance Command, Vietnam liczba zabitych po stronie północnowietnamskiej sięgnęła 800.